# Waisai
Waisai (anche Wasai) è una città nel sud dell'isola di Waigeo nelle isole Raja Ampat, in Indonesia. Fondata nel 2003, è la capitale della reggenza di Raja Ampat e ospita poco più di 8.000 persone. È un punto di transito per i turisti che visitano il resto dell'arcipelago, e il suo aeroporto è raggiungibile in aereo dalle città più grandi di Manado e Sorong, o in traghetto da quest'ultima. Sebbene sia principalmente un punto di sosta per i turisti prima di proseguire per il resto delle isole, la città comprende un centro immersioni, diversi alloggi e due spiagge.